# Operação Postmaster
A Operação Postmaster foi uma operação especial britânica conduzida na ilha espanhola de Fernando Po, atualmente chamada Bioco, na costa da África Ocidental, no Golfo da Guiné, durante a Segunda Guerra Mundial. A missão foi realizada pela Small Scale Raiding Force (SSRF) e pela Special Operations Executive (SOE) em janeiro de 1942. Seu objetivo era abordar os navios italianos e alemães no porto e navegá-los até Lagos. A SSRF sob o comando do major Gus March-Phillipps deixou a Grã-Bretanha em agosto de 1941 e navegou no arrastão de Brixham, Maid of Honour, para a colônia espanhola.
As autoridades britânicas na região se recusaram a apoiar o ataque, que consideraram uma violação da neutralidade espanhola. A permissão para a operação prosseguir veio eventualmente do Ministério das Relações Exteriores em Londres. Em 14 de janeiro de 1942, enquanto os oficiais dos navios participavam de uma festa organizada por um agente da SOE, os comandos entraram no porto a bordo de dois rebocadores, dominaram as tripulações dos navios e partiram com o navios, incluindo o navio mercante italiano Duchessa d'Aosta. O ataque impulsionou a reputação da SOE em um momento crítico e demonstrou sua capacidade de planejar e conduzir operações secretas, independentemente das consequências políticas.

## Antecedentes
Em 1941, o Almirantado Britânico começou a receber relatos de que submarinos alemães estavam usando os rios nas partes da França de Vichy na África como base para reabastecimento. A unidade selecionada para investigar os relatos foi a Small Scale Raiding Force (SSRF), também conhecida como No. 62 Commando. A SSRF foi formada em 1941, e consistia em um pequeno grupo de 55 funcionários treinados em comando trabalhando com a Special Operations Executive (SOE). Enquanto estava sob o controle operacional do Quartel-General de Operações Combinadas, o próprio Comando N.º 62 estava o sob comando do major Gus March-Phillipps.
Maid of Honour, um arrastão de Brixham de 65 toneladas, deixou o porto de Poole em 9 de agosto de 1941, com destino à África Ocidental. A tripulação de cinco homens estava sob o comando de March-Phillipps. O restante da SSRF sob o comando do capitão Geoffrey Appleyard havia partido mais cedo a bordo de um navio de transporte de tropas. Em 20 de setembro de 1941, após seis semanas navegando, o Maid of Honour chegou em Freetown, Serra Leoa. Freetown foi o ponto de encontro combinado para ambos os grupos, o grupo de Appleyard tendo chegado no final de agosto. Após a chegada do Maid of Honour em Freetown, a busca pelas bases de submarinos alemães começou. Navegando pelos muitos rios e deltas da região, eles não conseguiram localizar nenhum submarino ou evidência de uma base submarina.

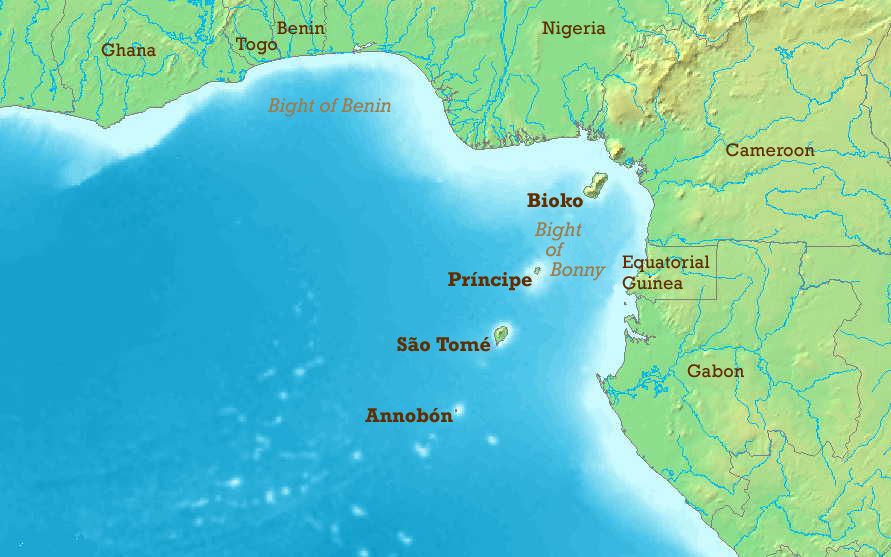
Golfo da Guiné. Fernando Po, agora chamada Bioco, é a ilha mais próxima do continente.

A SOE manteve uma presença na África Ocidental, onde podia observar os territórios franceses, espanhóis e portugueses com a intenção de identificar e impedir quaisquer atividades que ameaçassem as possessões coloniais da Grã-Bretanha. Enquanto os comandos procuravam as bases de submarinos alemães, os agentes da SOE tomaram conhecimento de três embarcações no porto de Santa Isabel, na ilha espanhola de Fernando Po, a 30 quilômetros (19 mi) da costa da África, perto da fronteira da Nigéria e da Guiné.
Os três navios eram o navio mercante italiano de 8.500 toneladas Duchessa d'Aosta, o grande rebocador alemão Likomba e uma barcaça movida a diesel Bibundi. O Duchessa d'Aosta tinha um rádio funcionando que era considerado uma ameaça, com potencial para fornecer detalhes dos movimentos navais dos Aliados. Sua carga declarada era de 3 milhões de libras de lã, 316.610 libras de couros e peles, 1,3 milhão de libras de materiais de curtimento, 4 milhões de libras de copra, 544.660 libras de fibra bruta de amianto e mais de 1,1 milhão de lingotes de cobre eletrolítico. A primeira página do manifesto de carga do navio não foi apresentada às autoridades portuárias e o capitão do navio se recusou a fornecer quaisquer detalhes, o que levou à especulação de que também transportava armas ou munições. Em suas visitas à ilha, o agente da SOE Leonard Guise manteve os navios sob observação e, em agosto de 1941, apresentou um plano para tomar Likomba e desabilitar o Duchessa d'Aosta. A aprovação para a operação militar em porto neutro foi dada pelo Almirantado em 20 de novembro de 1941.
Para transportar os invasores para a ilha, dois rebocadores, Vulcan e Nuneaton, foram fornecidos pelo governador da Nigéria, Sir Bernard Henry Bourdillon. A força de invasão consistiria em 32 homens: quatro agentes da SOE, 11 comandos da SSRF e 17 homens recrutados da população local para tripular os dois rebocadores. A missão sofreu um golpe quando o General Officer Commanding (GOC) da Comando da África Ocidental, general Sir George Giffard, se recusou a apoiar a missão. Ele se recusou a liberar os 17 homens necessários, afirmando que isso comprometeria alguns planos não identificados que ele tinha em mente, e que o ato seria visto como pirataria e poderia levar a repercussões. Respondendo às preocupações do GOC da África Ocidental, o Almirantado suspendeu a operação. O Ministério das Relações Exteriores também não era a favor da operação, nem a embaixada britânica em Madrid, que estava preocupada com as possíveis reações do governo espanhol. O sinal verde final, eventualmente apoiado pelo Ministério das Relações Exteriores, não foi dado até 6 de janeiro de 1942, sob a alegação de que, embora a suspeita de envolvimento britânico no ataque fosse inevitável, o que importava era evitar qualquer prova tangível. Como salvaguarda, o Almirantado também despachou o HMS Violet, uma corveta da classe Flower, para interceptar os navios no mar, o que forneceria a história de capa de que eles haviam sido interceptados enquanto tentavam voltar para casa na Europa.

## Missão

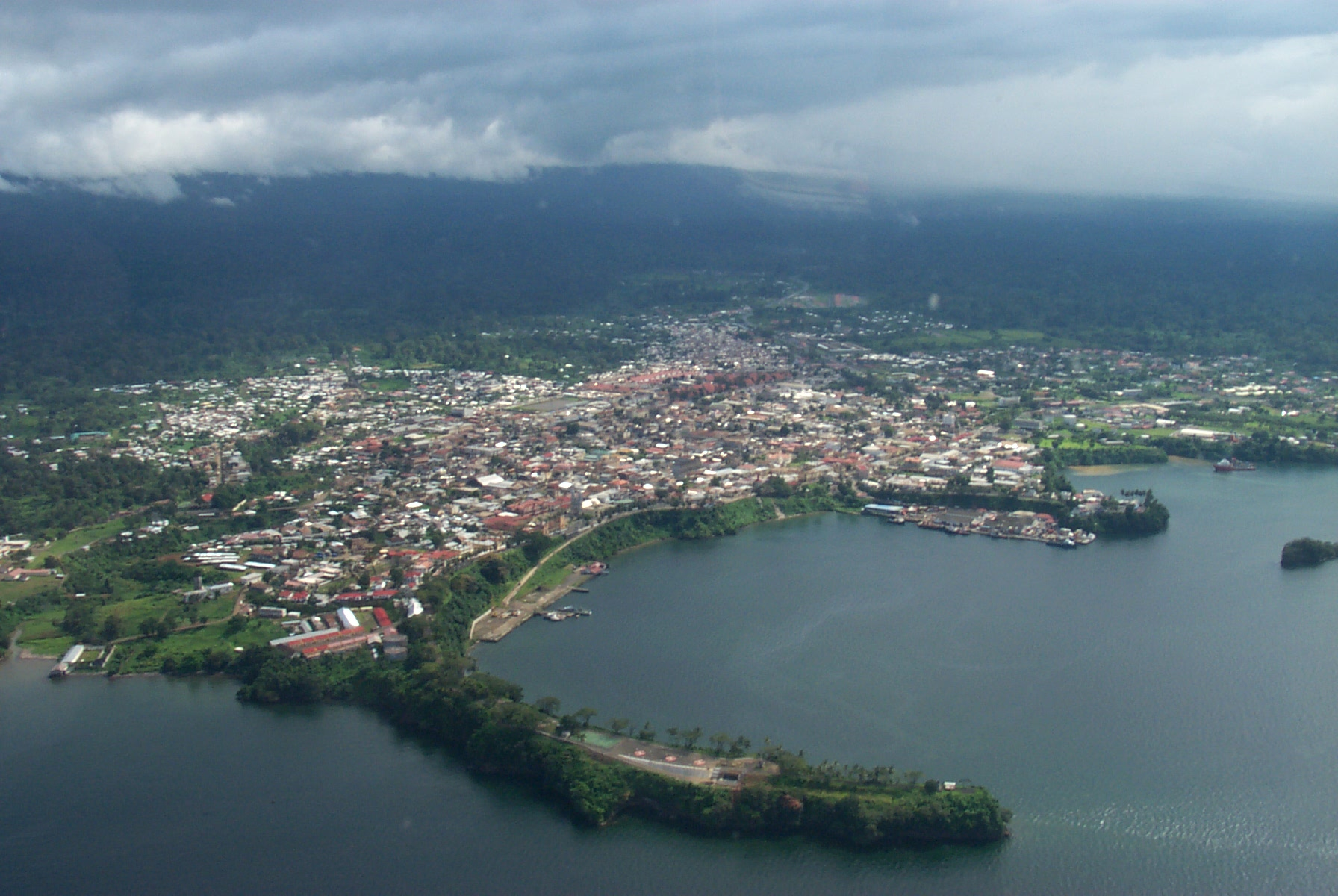
Imagem moderna (2007) de Santa Isabel vista do ar

O agente da SOE Richard Lippett havia obtido emprego na empresa de navegação John Holt & Co (Liverpool), que tinha escritórios comerciais na ilha. Tendo assumido o cargo, ele começou a fazer os preparativos para o ataque. Ele tomou conhecimento de que a tripulação do Duchessa d'Aosta tinha o hábito de aceitar convites para festas em terra e havia realizado sua própria festa a bordo do navio em 6 de janeiro de 1942. Sob o disfarce de um frequentador de festas, Lippett conseguiu obter informações sobre a prontidão do navio para o mar, o número de tripulantes e os arranjos de vigia.
Os invasores deixaram Lagos em seus dois rebocadores na manhã de 11 de janeiro de 1942, e durante o caminho eles praticaram o abaixamento de Folbots e o embarque em navios no mar o comando do capitão Graham Hayes. Eles se aproximaram do porto de Santa Isabel e às 23:15 e 23:30 horas em 14 de janeiro de 1942; ambos os rebocadores estavam em posição 180 metros (590 pé) fora do porto. Em terra, Lippett havia providenciado que os oficiais do Duchessa d'Aosta fossem convidados para um jantar; 12 oficiais italianos e dois oficiais alemães do Likomba compareceram.
Os grupos de abordagem se reuniram nos conveses dos dois rebocadores quando eles entraram no porto. O Vulcan, com March-Phillipps e seu segundo em comando Appleyard e bordo, seguiram para o Duchessa d'Aosta. À medida que se aproximavam, alguns homens puderam ser vistos no convés de ré do navio mercante, mas eles pareciam não notar o rebocador, apenas apontaram uma tocha em sua direção. Ao mesmo tempo, Folbots sob o comando de Hayes do Nuneaton, estavam sendo remados em direção ao Likomba e Burundi, que estavam atracados juntos. Desafiados por um vigia no Burundi, eles o persuadiram com sua resposta de que era o capitão do navio voltando a bordo. Os homens das canoas embarcaram no Burundi, e a tripulação de dois homens de vigia pulou ao mar. Depois de prender cargas explosivas na corrente da âncora, os comandos guiaram o Nuneaton ao lado do Likomba para lavá-los e o Burundi a reboque.

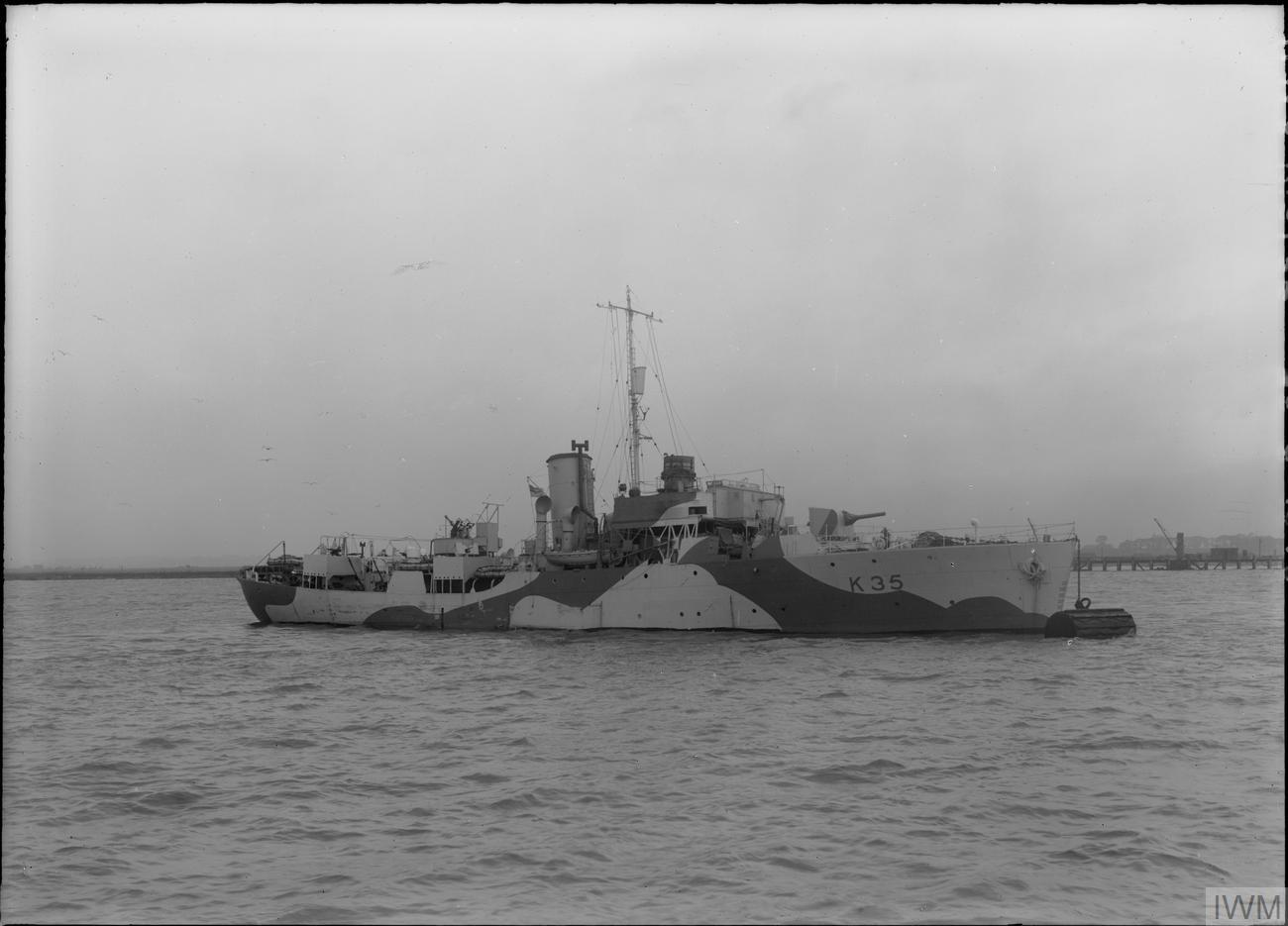
A corveta da classe Flower HMS Violet

Assim que estavam prontos, as cargas foram detonadas, liberando as âncoras, e o Nuneaton começou a rebocar o Likomba para fora do porto. Onze homens do Vulcan conseguiram abordar o Duchessa d'Aosta; enquanto um grupo prendia cargas nas correntes das âncoras, outro vasculhava os conveses inferiores, coletando prisioneiros. Soprando as correntes das âncoras, o Vulcan começou a rebocar o Duchessa d'Aosta para fora do porto. As explosões alertaram a população da cidade, que começou a se reunir no píer, mas nenhuma tentativa foi feita para impedir que os navios partissem. Várias posições antiaéreas abriram fogo contra alvos imaginários, acreditando que as explosões foram causadas por um ataque aéreo, mas os canhões de seis polegadas que protegiam o porto de ataques do mar permaneceram em silêncio. Da entrada no porto até a saída com os navios a reboque, a operação levou 30 minutos, sem nenhuma perda para o grupo de ataque.
No mar em 15 de janeiro de 1942, March-Phillipps estabeleceu uma rotina de vigias e colocou guardas nos 29 prisioneiros que eles haviam feito. Durante a noite, eles começaram a ter problemas com os motores dos rebocadores e os cabos de reboque dos navios capturados. No dia seguinte, o Vulcan chegou ao local do encontro e foi "capturado" no mar pelo HMS Violet. O Nuneaton, sofrendo de problemas no motor, conseguiu contatar o mineiro nigeriano Ilorin por semáforo, que por sua vez contatou Lagos, e um navio foi despachado para rebocá-los até o porto.

## Consequências
A Special Operations Executive havia agora demonstrado sua capacidade de empreender operações, não importando as consequências políticas. Hugh Dalton, o ministro do governo encarregado da SOE, informou o primeiro-ministro britânico Winston Churchill sobre o resultado do ataque. Ele também declarou sua crença de que "outros governos neutros ficariam impressionados que a Grã-Bretanha, se necessário, desconsideraria as formalidades legais da guerra em seus esforços para ter sucesso." O agente encarregado da estação da SOE na África enviou um relatório ao chefe da SOE, Colin Gubbins, refletindo sobre o sucesso da Postmaster: "talvez da próxima vez não seja necessário negociações prolongadas antes de empreender uma operação de 30 minutos."
O governo espanhol ficou furioso com o ataque, que foi visto como uma violação da neutralidade do país; o ministro das Relações Exteriores Ramón Serrano Suñer descreveu a operação como um

ataque intolerável à nossa soberania, nenhum espanhol pode deixar de ser despertado por este ato de pirataria cometido em desafio a todos os direitos e dentro das águas sob nossa jurisdição. Não se surpreenda se retornarmos a resposta que o caso exige — a de armas.
Na Alemanha, as estações de rádio relataram que um..."contratorpedeiro britânico entrou no porto e lançou cargas de profundidade para explodir os cabos da âncora e a tripulação do navio foi baleada" e a edição de 21 de janeiro de 1942 do Völkischer Beobachter publicou um artigo com o título "Negações Britânicas – Almirantado Mente sobre Ato de Pirataria". A inteligência naval britânica emitiu seu próprio comunicado:

Em vista das alegações alemãs de que as forças navais Aliadas executaram uma operação de corte contra navios do Eixo no porto espanhol de Santa Isabel, Fernando Po, o Almirantado Britânico considera necessário declarar que nenhum navio britânico ou aliado estava nas proximidades... Como resultado... da Transmissão Alemã, o Comandante-em-Chefe Britânico despachou patrulhas de reconhecimento para cobrir a área. Um relatório foi recebido agora de que um grande navio não identificado foi avistado, e navios de guerra britânicos estão se dirigindo ao local para fazer investigações."
Os detalhes do ataque estavam sendo mantidos em segredo até mesmo dos Chefes do Estado-Maior Britânico, que só foram informados, em 18 de janeiro de 1942, que o Duchessa d'Aosta havia sido interceptado a 230 milhas (370 km) da costa e estava sendo levado para Lagos.
Na própria Fernando Po, Richard Lippett, que havia permanecido na ilha, foi levado para interrogatório pelas autoridades espanholas em 17 de janeiro de 1942. Ele conseguiu persuadi-los de que não tinha nada a ver com a partida dos navios, nem havia gasto dinheiro na festa dos oficiais dos navios. Ele foi libertado da custódia em 27 de janeiro de 1942, mas teve a permissão negada para deixar a ilha. Ele finalmente saiu secretamente de canoa, chegando ao território britânico em 1º de março de 1942. Após a operação, o Maid of Honour foi deixado em Lagos e eventualmente vendido ao governo de Serra Leoa como um arrastão convertido. O Duchess d'Aosta foi levado para Greenock e então administrado pela Canadian Pacific como Empire Yukon para o Ministry of War Transport. O Likomba foi administrado pela Elder Dempster Lines, que o renomeou como Malakel em 1947 e depois o vendeu para a Libéria em 1948.
Após o ataque, March-Phillipps foi premiado com a Ordem de Serviços Distintos, Hayes foi premiado com a Cruz Militar e Appleyard com uma barra em sua Cruz Militar; Lippett e Guise foram nomeados Membros da Ordem do Império Britânico. Outro comando, e o único marinheiro profissional no ataque, o soldado Anders Lassen, foi o primeiro homem a abordar o Duchessa d'Aosta. Por eficiência notável em colocar o navio em andamento, Lassen recebeu uma comissão em campo, e a condecoração imediata com a Cruz Militar.
March-Phillipps foi morto durante a Operação Aquatint em setembro de 1942. Na mesma missão, Hayes evitou a captura e cruzou a fronteira espanhola, apenas para ser entregue aos alemães que o mantiveram em cela solitária por nove meses antes de ser executado por um pelotão de fuzilamento em 13 de julho de 1943. Appleyard mais tarde se juntou ao Serviço Aéreo Especial, e no mesmo dia em que Hayes foi executado, Appleyard foi dado como desaparecido quando seu avião não retornou de uma missão. Lassen também se juntou ao Serviço Aéreo Especial; ele foi premiado com duas barras para sua Cruz Militar e promovido a major. Ele foi morto na Itália em 1945, e recebeu uma Cruz Vitória póstuma por suas ações lá.

### Na cultura popular
O filme de 2024 The Ministry of Ungentlemanly Warfare retrata uma versão fortemente ficcionalizada da operação.